# 大宮神社 (流山市)
大宮神社（おおみやじんじゃ）は、千葉県流山市にある神社。旧社格は村社。

## 概要
旧加村の氏神。創建は鎌倉時代とされる。
隣接する平和台1号公園（通称：大宮公園）は桜の名所となっている。

## 祭神
- 天鈿女命

## 境内
- 本殿 - 流造瓦葺
- 幣殿 - 流造銅板葺

## 摂末社
- 大杉神社 - 慶長12年（1607年）創建
- 八幡神社
- 八重塚稲荷神社

## 現地情報
所在地
- 千葉県流山市平和台5-40

交通アクセス
- 流鉄流山線 流山駅 （徒歩10分）
- つくばエクスプレス 流山セントラルパーク駅 （徒歩10分）